# Cabana Mălăiești
Cabana Mălăiești, așezată pe o morenă a unei văi glaciare din Munții Bucegi, Valea Mălăiești, sub creasta zimțată a Padinei Crucii, străjuită de Bucșoiu la o altitudine de 1720 m, oferă adăpost turiștilor care vor să cunoască această zonă de pe versantul nordic al masivului. Pe platoul de la Mălăiești se găsesc două construcții care pot oferi adăpost turiștilor: refugiul de salvamont și o cabană recentă, mai mare.

## Istoric
Cabana Mălăiești, înlesnește accesul direct în Munții Bucegi din Țara Bârsei, prin Râșnov, iar primăvara servește ca bază pentru practicarea schiului. Este una dintre cele mai vechi din Carpații românești, având o istorie destul de zbuciumată.

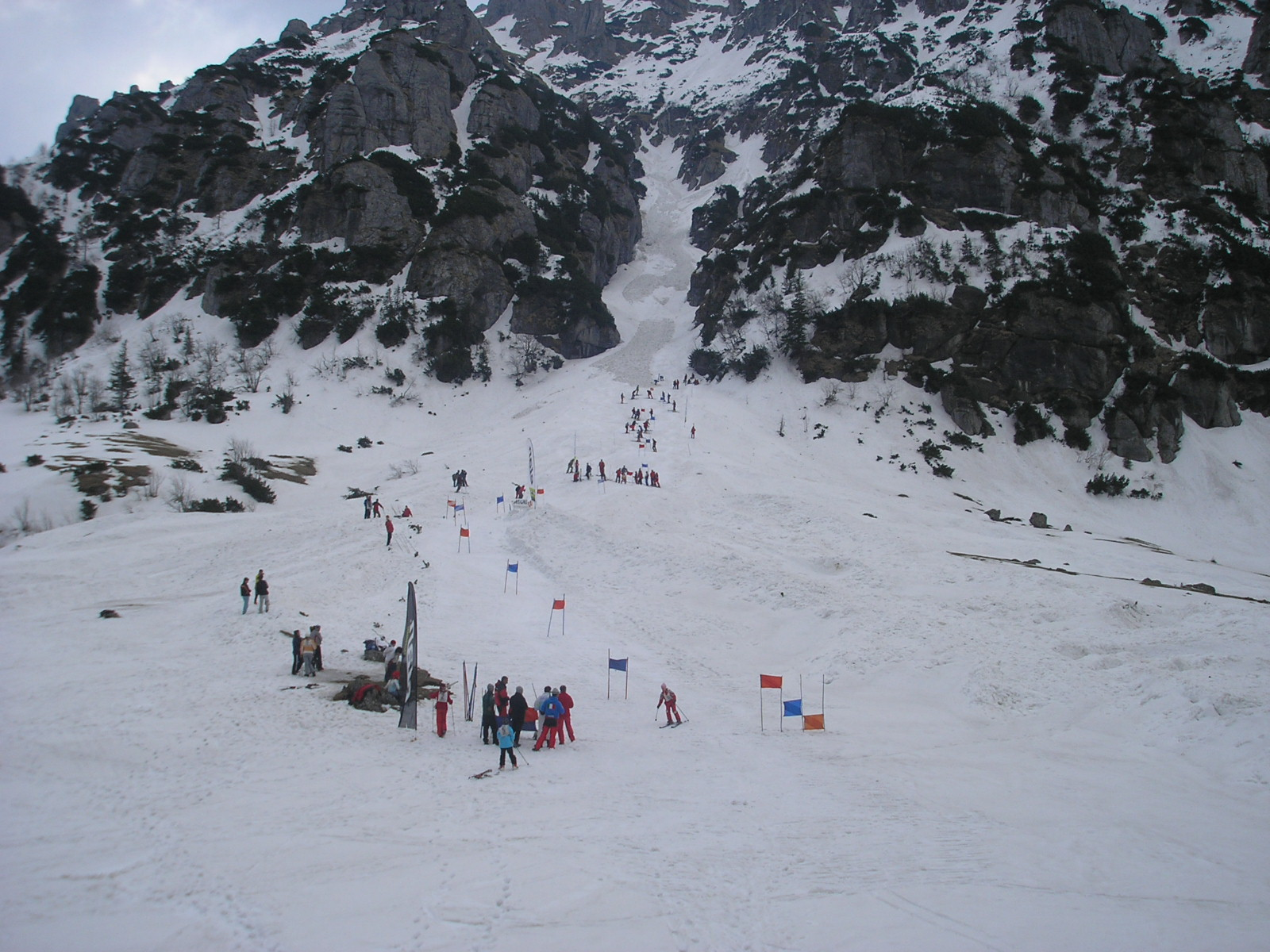
1 mai - Renumitul concurs de ski din Valea Mălăiești

A fost ridicată în 1882 (prima cabană din Bucegi) de către SKV (Der Siebenbürgische Karpaten-Verein, Asociația Carpatină Transilvană) în poiana de mai jos de golul alpin, la o altitudine de 1.570 de metri (mai jos de zona numită „La Blide”), aceasta fiind un ultim popas în drumul spre Vârful Omu, dar poate fi și o destinație în sine. Începută la 7 mai 1882, construcția este inaugurată la 29 iulie.
Din păcate adăpostul de lemn nu a rezistat prea mult, arzând în anul 1897. La 24 august 1898 este inaugurată o nouă cabană, odată cu Drumul lui Deubel, refăcut în această perioadă. 
În anul 1923 o cumplită avalanșă, pornită din jgheaburile Bucșoiului, a distrus cabana. N-a mai fost reconstruită pe același amplasament. Resturile adăpostului au fost cărate sus, în golul alpin, fiind folosite la ridicarea unei alte cabane. În anul 1924 aceeași asociație turistică a ridicat „Casa Mălăiești” pe noul amplasament, la o altitudine de 1.720 de metri, la adăpostul Padinei Crucii. A fost mărită în anii 1938 - 1939, iar în 1967 a fost modernizată.
În anii ei de vârf cabana avea aproximativ 100 de locuri vara și 50 de locuri iarna, în camere cu priciuri.
În fiecare an se ținea aici festivalul folk „Floare de Colț”, iar la 1 mai se desfășura renumitul concurs de ski din Valea Mălăiești. 
Din păcate, în martie 1998, un incendiu a ars construcția, rămânând în picioare doar clădirea Refugiului Salvamont, construit de curând. Se pare că totul ar fi pornit de la unul din hornurile cabanei, în care s-a aprins cenușa. Până au ajuns ajutoarele sus cabana arsese complet. Au rămas doar amintirile și un cântec vechi: „Dacă vii din orice parte / La Râșnov să te oprești / Vei afla în scurtă vreme / De cabana Mălăiesti... Vrei la Omu, cobori in vale/Multe cabane intalnesti/Dar dintre toate cea mai frumoasa/E cabana Malaiesti”. În următorii ani Refugiul Salvamont a constituit singurul adăpost pentru turiști. Apoi s-a construit o nouă cabană.
În 2007 s-a dat în funcțiune noua cabană. Mai întâi o mică anexă (2006), apoi și clădirea cea mare. 
Dar nu a durat mult, și în primăvara lui 2007 (23 martie) o puternică furtună care a lăsat 50 cm de zăpadă grea în Valea Mălăiești a distrus acoperișul neconsolidat al adăpostului. Se pare ca acesta a fost distrus de suflul unei avalanșe ce a coborât de pe Bucșoiu, în „Șuvoiul Caprelor”. De altfel și toată zona „La Blide” a fost și ea măturată de avalanșe grele ce au rupt trunchiuri de copaci. Aceasta a fost una din cele mai mari avalanșe din ultimii 50 de ani.

## Trasee

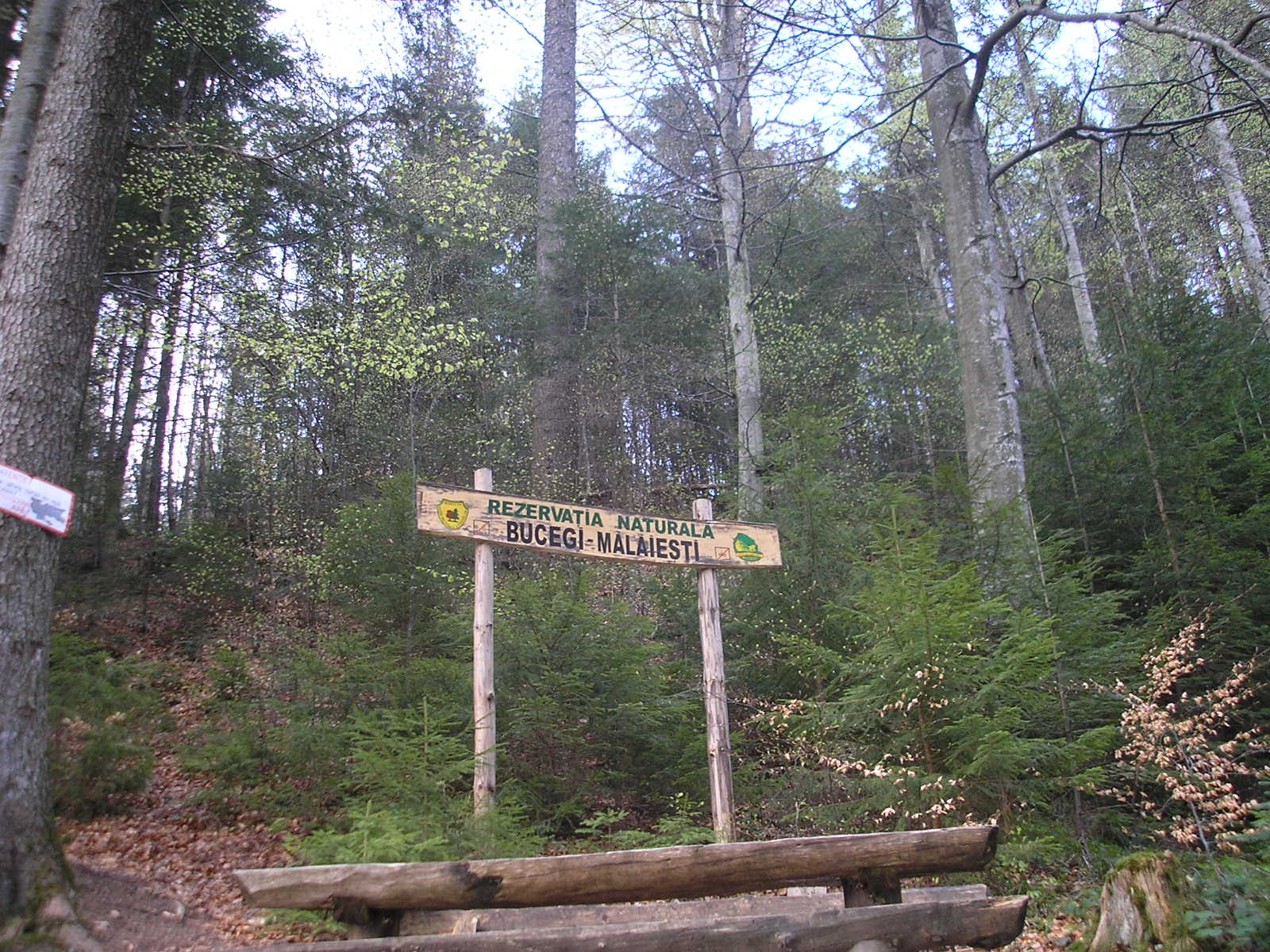
Rezervația Naturala Bucegi Mălăiești

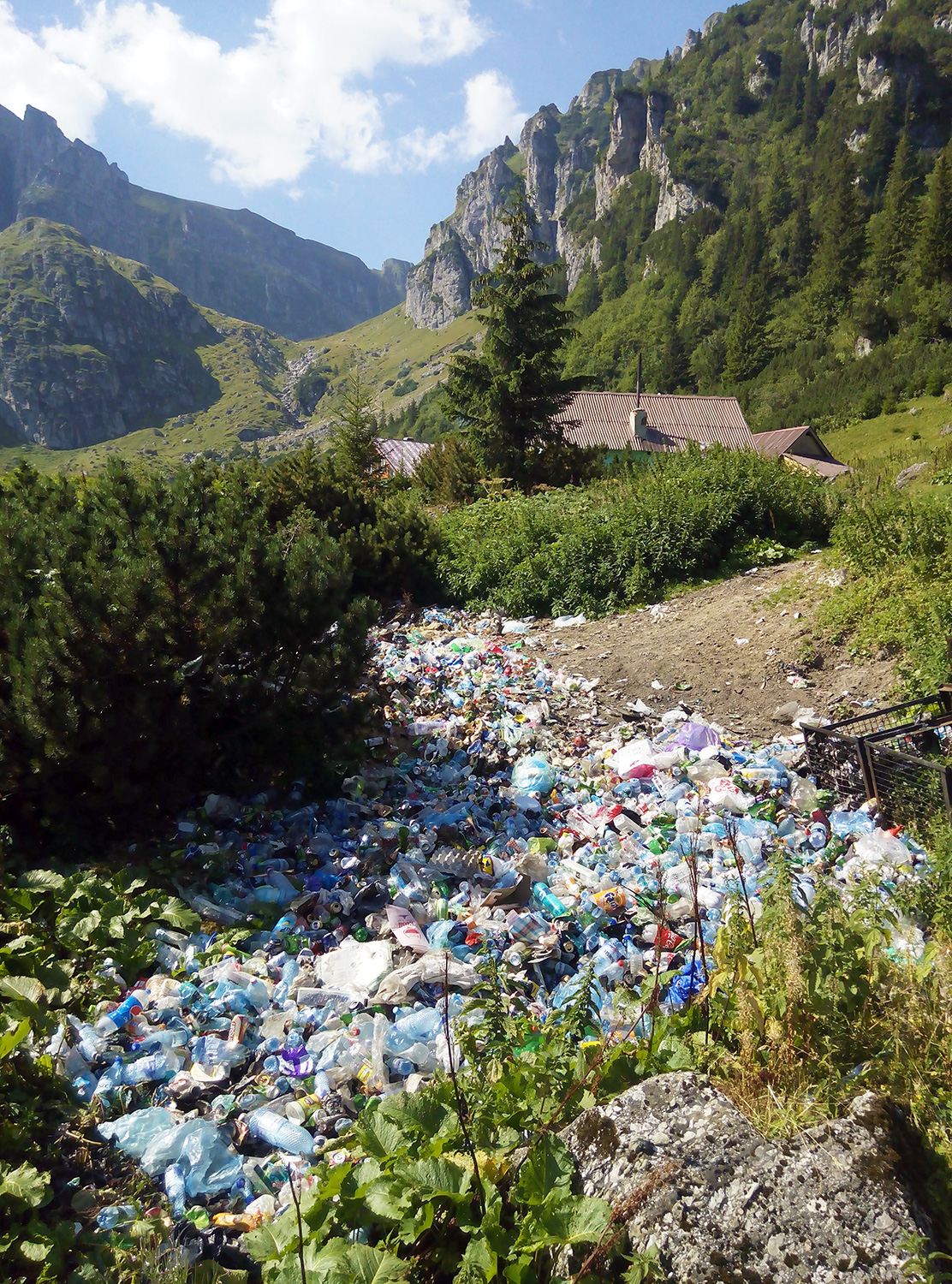
Groapa de Gunoi la Cabana Malaiesti

Acces: se ajunge pe poteci pornind din Râșnov, de lîngă Uzina Electrică, până la Glăjerie, pe traseu bandă albastră (cca 4 ore), sau cu mașina până la podul de lemn de pe drumul forestier perpendicular pe strada Glăjărie Râul Mare, iar de acolo la pas cca. 2 ore jumatate pe traseul marcat cu bandă albastră. Alte trasee pornesc din Predeal, spre cabana Diham, pe poteca marcată punct roșu care se varsă în traseul care vine din Bușteni (aprox. 3 ore)., dinspre Bușteni, pe poteca cu marcaj triunghi roșu pînă la Pichetul Roșu, apoi pe bandă roșie (cam 6 ore) sau dinspre Vârful Omu; chiar și în verile caniculare există porțiuni pe care veți întâlni depuneri de gheață și zăpadă
Tot de la Mălăiești se desprind trasee de acces spre importante obiective turistice, alpine și de schi din zonele Coștila, Omul, Morarul și Bucșoiul.
| Traseu                                                                                           | Marcaj |
| ------------------------------------------------------------------------------------------------ | ------ |
| Râșnov (885 m) – Poiana Mălăiești (1300 m) – Cabana Mălăiești (1720 m)                           |        |
| Cabana Poiana Izvoarelor (1455 m) – La Prepeleac (1800 m) – Cabana Mălăiești (1720 m)            |        |
| Cabana Diham (1320 m) – Glăjărie (980 m) – Poiana Mălăiești (1320 m) - Cabana Mălăiești (1720 m) |        |
| Cabana Omu (2505 m) – Hornurile Mălăiești (2315 m) – Cabana Mălăiești (1720 m)                   |        |
| Bran (750 m) – Poarta - Muntele Clincea - Lacul Țigănești – Cabana Mălăiești (1720 m)            |        |
| Bran (750 m) – Șimon - Valea Gaura - Hornurile Mălăiești – Cabana Mălăiești (1720 m)             |        |

## Cabanieri

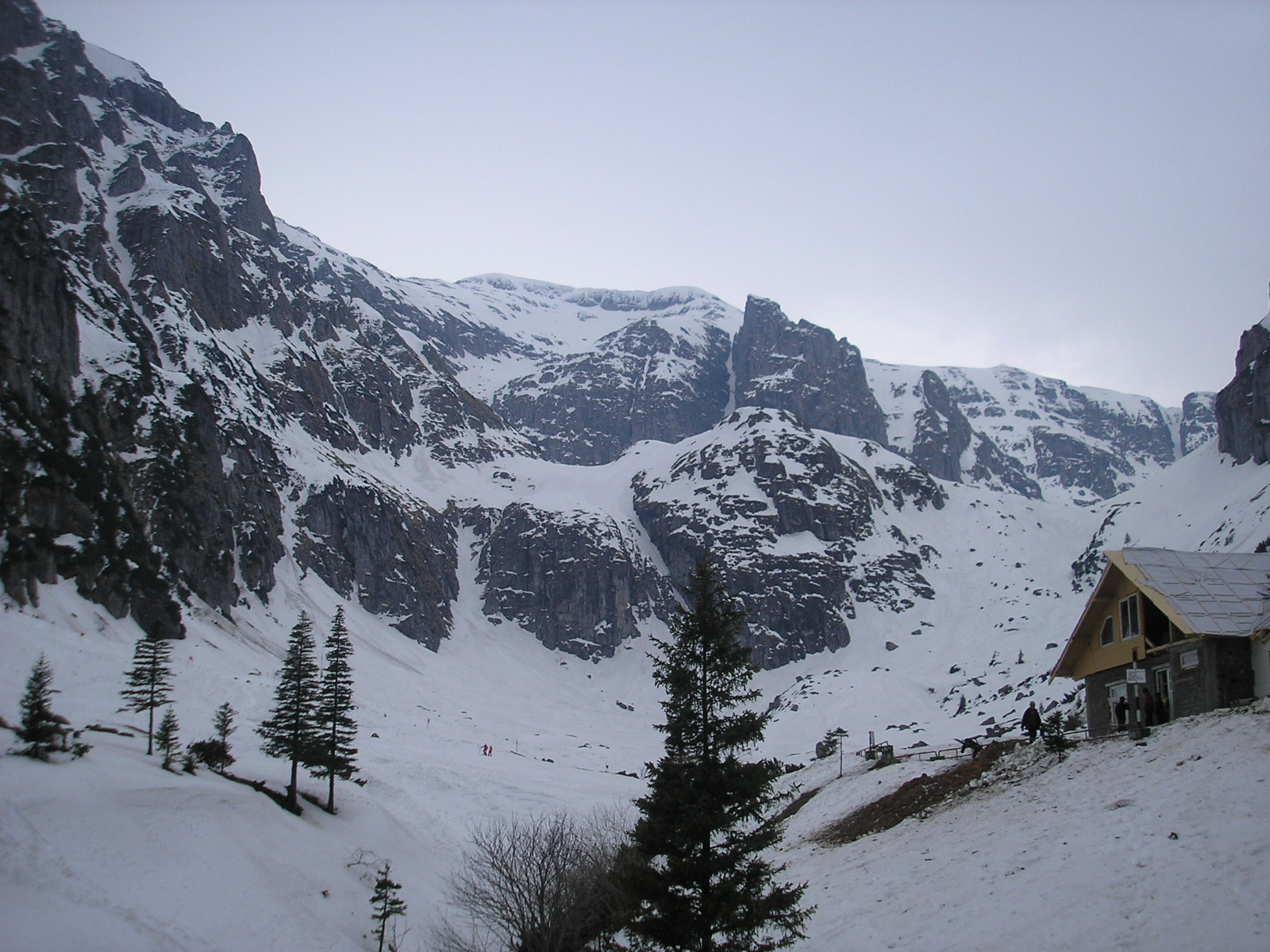
Cabana Mălăiești - 2007

Familia Stănilă, din Râșnov, a creat primele generații de cabanieri. Primul om ce a avut grijă de acest adăpost a fost Ioan Stănilă (fiul unui cunoscut vânător de urși), râșnovean născut la 1846. Fiii lui, trei la număr, vor fi și ei cabanieri la Mălăiești (Alexe, Ion și Gheorghe). Ioan Stănilă purta păr lung și umbla toată vara în opinci. În anii cât a fost cabanier sus, a fost omul ce-l însoțea pe renumitul botanist brașovean, Ranier, prin munții Bucegi.
Primul cabanier al Mălăieștilor a murit pe 7 august 1910, într-un accident de munte. A plecat din cabană, urcând vâlcelul din fața adăpostului, până pe Bucșoiu, unde s-a prăbușit căutând flori de colț. Avea 64 de ani, din care 28 fusese cabanier la Mălăiești. 
Actualul cabanier de la Mălăiești face partea din aceeași veche și cu tradiție familie Stănilă.

## Caracteristici
- altitudinea de 1720 de metri
- dotări: 100 paturi în camere cu 3-14 locuri
- deschisa permanent; prezenta permanenta asigurata de catre salvamontisti la Refugiul Salvamont (aflat langa cabana)
- ambianță: clienți veseli, repede vărsători de acorduri folk din chitară